# Салари
Саларите (самоназвание: Salır, سالار) са тюркоезичен народ в Китай и една от 56-те официално признати етнически групи. По официални данни числеността им в Китай е 104 503 души (2000). Населяват основно провинциите Цинхай и Гансу, по поречието на Хуанхъ, но има и малцинства в Синдзян-уйгурския автономен регион. Саларският език има силно влияние от китайския и тибетския език, като в днешно време най-често използва китайската писменост, а традиционно се е използвала (и все още понякога се използва) писменост на арабска основа. Обществото на народа е патриархално и земеделско.